# Estadio de Malmö
El Estadio de Malmö (en sueco: Malmö Stadion) es un estadio multiuso ubicado en Malmö, Suecia, aunque se usa frecuentemente para partidos de fútbol. Tiene una capacidad de 26 500 personas.

## Partidos del Mundial de 1958 disputados en el Estadio de Malmö
En el Estadio de Malmö se jugaron los siguientes encuentros:
- Primera ronda: Argentina v/s Alemania Federal, Alemania Federal v/s Irlanda del Norte, Irlanda del Norte v/s Checoslovaquia (Grupo A)
- Cuartos de final: Alemania Federal v/s Yugoslavia

| Fecha       | Fase             | Equipo            |                              | Resultado |                              | Equipo            | Espectadores |
| ----------- | ---------------- | ----------------- | ---------------------------- | --------- | ---------------------------- | ----------------- | ------------ |
| 8 de junio  | Primera fase     | Argentina         | Bandera de Argentina         | 1 - 3     | Bandera de Alemania          | Alemania Federal  | 32 000       |
| 15 de junio | Primera fase     | Alemania Federal  | Bandera de Alemania          | 2 - 2     | Bandera de Irlanda del Norte | Irlanda del Norte | 35 000       |
| 17 de junio | Desempate        | Irlanda del Norte | Bandera de Irlanda del Norte | 2 - 1     | Bandera de República Checa   | Checoslovaquia    | 26 000       |
| 19 de junio | Cuartos de final | Alemania Federal  | Bandera de Alemania          | 1 - 0     | Bandera de Yugoslavia        | Yugoslavia        | 20 000       |

### Partidos Eurocopa 1964
| Fecha                    | Fase          | Equipo |                   | Resultado |                       | Equipo     | Espectadores |
| ------------------------ | ------------- | ------ | ----------------- | --------- | --------------------- | ---------- | ------------ |
| 18 de septiembre de 1963 | Eurocopa 1964 | Suecia | Bandera de Suecia | 3 - 2     | Bandera de Yugoslavia | Yugoslavia | 20 774       |

- Datos: Q175960
- Multimedia: Malmö Stadion / Q175960